# Rainbow Islands: The Story of Bubble Bobble 2
Rainbow Islands (яп. レインボーアイランド) — аркадная игра, разработанная и изданная в 1987 году Taito. Производство и распространение аркадных автоматов в Северной Америке было лицензировано Romstar. Игра имеет подзаголовок «The Story of Bubble Bobble 2» и является продолжением имевшей успех игры Taito Bubble Bobble, вышедшей на год ранее. Игра была портирована на большое число домашних компьютеров и игровых приставок.
Главными героями игры являются Bubblun и Bobblun, которые также были главными героями Bubble Bobble (в западных изданиях известны как «Bub и Bob»). Однако в этой игре они выступают в своих человеческих формах, как «Bubby» и «Bobby», а не в форме драконов, пускающих пузыри, из первой части. Также, в отличие от предыдущей игры, два игрока управляют персонажами не одновременно, а по очереди: первый игрок как Bubby (зеленая рубашка), а второй как Bobby (синяя рубашка).

## Игровой процесс
После событий Bubble Bobble, Бабби и Бобби взяли на себя задачу победить Тёмную тень (англ. Dark Shadow) и спасти Радужные острова. Тёмная тень — злодей, ответственный за события, происходившие в игре Bubble Bobble. Действие игры разворачивается на цепочке из десяти островов, выполненных каждый в своём стиле. Один остров включает в себя четыре раунда игры. После их завершения игрок переходит на следующий остров. В каждом раунде игрок должен добраться до вершины быстрее, чем поднимающийся уровень моря. По мере перехода на новые острова сложность увеличивается, а враги движутся быстрее.
Игроки могут испускать радуги, которые действуют как оружие против врагов, а также могут использоваться в качестве импровизированной платформе. После прыжка на них, они падают, уничтожая врагов, находящихся внизу. Собранные бонусы увеличивают скорость игрока, радуг и их количество. Если игроки слишком долго остаются на одном уровне, снизу начинает подниматься вода.
Особенностью игры является большое число секретов: секретных уровней, бонусов и загадок. Используя секреты, можно набрать значительно больше очков, чем обычным способом.

## Экстра-версия
Rainbow Islands Extra Version — модифицированная версия Rainbow Islands. Отличия заключаются в изменённом порядке появления врагов и боссов. Автоматы с Rainbow Islands Extra Version были выпущены в ограниченном количестве. Данный режим также присутствовал в версии игры для Sega Mega Drive.

## Портированные версии

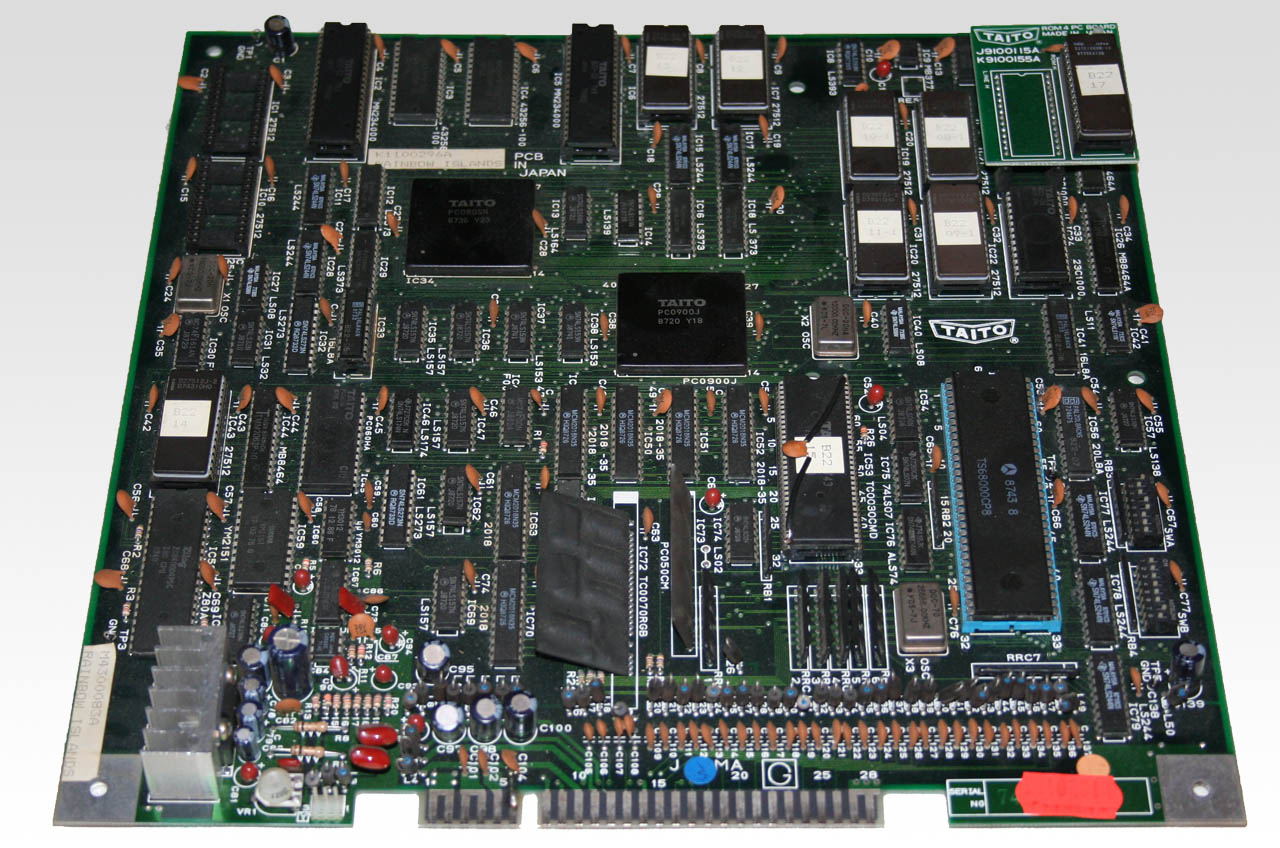
Печатная плата аркадного автомата Rainbow Islands (Taito B22)

| Платформа                     | Год  | Компания                | Примечания |
| ----------------------------- | ---- | ----------------------- | --- |
| Commodore 64                  | 1989 | Graftgold/Ocean         | |
| ZX Spectrum                   | 1989 | Graftgold/Ocean         | |
| Amstrad CPC                   | 1989 | Graftgold/Ocean         | |
| Amiga                         | 1990 | Graftgold/Ocean         | Выполнен Эндрю Брэйбруком.                                                                                      |
| Atari ST                      | 1990 | Graftgold/Ocean         | Выполнен Эндрю Брэйбруком.                                                                                      |
| Mega Drive                    | 1990 | Aisystem Tokyo/Taito    | Выпущен под названием Rainbow Islands Extra.                                                                    |
| Nintendo Entertainment System | 1988 | Taito US JP             | В этой версии дизайн уровней и игровая механика отличается от оригинала.                                        |
| Nintendo Entertainment System | 1991 | Ocean EU AUS            | Европейская версия отличается от японской и североамериканской и больше похожа на версию для аркадных автоматов |
| Master System                 | 1993 | I.T.L/Sega              | Эта версия похожа на американскую и японскую версии для NES/Famicom.                                            |
| PC Engine/TurboGrafx-16       | 1993 | Interchannel            | |
| Windows                       | 1996 | Graftgold/Acclaim       | Выпущена под названием Bubble Bobble also featuring Rainbow Islands, включает режим с улучшенной графикой.      |
| Sega Saturn                   | 1996 | Graftgold/Acclaim       | Выпущена под названием Bubble Bobble also featuring Rainbow Islands, включает режим с улучшенной графикой.      |
| PlayStation                   | 1996 | Graftgold/Acclaim       | Выпущена под названием Bubble Bobble also featuring Rainbow Islands, включает режим с улучшенной графикой.      |
| WonderSwan                    | 2000 | Bandai                  | Выпущен под названием Rainbow Islands: Putty’s Party.                                                           |
| Game Boy Color                | 2001 |                         | |
| Game Boy Advance              | 2004 | Taito                   | Выпущен под названием Rainbow Islands Advance                                                                   |
| PlayStation 2                 | 2005 | Empire Interactive/Sega | Выпущен в составе сборника Taito Legends                                                                        |
| Xbox                          | 2005 | Empire Interactive/Sega | Выпущен в составе сборника Taito Legends                                                                        |
| Мобильные устройства          | 2005 | Taito                   | Мобильная версия выпущена для разных платформ.                                                                  |
| Xbox 360                      | 2009 | Taito                   | Выпуск с улучшенной «2,5D» графикой.                                                                            |

## Восприятие
| Иноязычные издания | Иноязычные издания                                  |
| Издание            | Оценка                                              |
| ------------------ | --------------------------------------------------- |
| CVG                | Atari ST: 93 % Amiga: 96 % C64: 96 % Spectrum: 95 % |
| ACE                | Atari ST: 934                                       |
| Zzap!64            | C64: 96 %                                           |
| MicroHobby (ES)    | Spectrum: 89 %                                      |
| The Games Machine  | Amiga: 93 % C64: 92 %                               |
| MegaTech           | Mega Drive: 86 %                                    |
| Mean Machines      | Mega Drive: 92 %                                    |
| Sega Master Force  | 91 %                                                |
| CRASH              | Spectrum: 94 %                                      |
| Sinclair User      | Spectrum: 94                                        |
| Your Spectrum      | Spectrum: 94°                                       |
| Награды            |                                                     |
| Издание            | Награда                                             |
| Zzap!64            | Gold Medal                                          |
| Crash              | Crash Smash                                         |
| Sinclair User      | SU Classic                                          |

Британский журнал C&VG присвоил версии для ST оценку 93 %, похвалив графику и назвав игру захватывающей и доставляющей «огромное удовольствие».
Версия для Spectrum занимала первое место в чартах продаж в Великобритании с мая по июнь 1990 года. Более позднее бюджетное издание также занимало первую позицию с октября 1992 года по март 1993 года. В апрельском выпуске журнала Your Sinclair за 1990 год игре была присвоена оценка 94 %, также она была помещена под номером 8 в «официальный ТОП-100 журнала Your Sinclair». В 93 выпуске того же журнала в читательском голосовании за лучшую игру всех времён игра заняла второе место.
Версия для Mega Drive была признана 9-й лучшей игрой всех времен по версии журнала Mega.

## Саундтрек
Музыка из аркадной игры Rainbow Islands была выпущена в 1998 году в Японии в составе диска Ninja Warriors -G.S.M. TAITO 1- (яп. ニンジャウォーリアーズ　-G.S.M.TAITO 1-).